# Радуша (Тешањ)
Радуша је насељено мјесто у Босни и Херцеговини у општини Тешањ које административно припада Федерацији Босне и Херцеговине. Према попису становништва из 1991. у насељу је живјело 2.729 становника.

## Географски положај
Радуша је насеље југозападно од Тешња. Једна је од највећих мјесних заједница у општини Тешањ.
Радуша је смјештена испод обронака Хусара, те између Трешња, Сејменпоља, Јеваџија и Џимић Плања.

## Становништво
| Националност       | 1991.          | 1981.          | 1971.          |
| Муслимани          | 2.402 (88,01%) | 2.070 (85,99%) | 1.759 (87,77%) |
| Срби               | 196 (7,18%)    | 204 (8,47%)    | 191 (9,53%)    |
| Хрвати             | 49 (1,79%)     | 30 (1,24%)     | 51 (2,54%)     |
| Југословени        | 62 (2,27%)     | 100 (4,15%)    | 1 (0,04%)      |
| остали и непознато | 20 (0,73%)     | 3 (0,12%)      | 2 (0,09%)      |
| Укупно             | 2.729          | 2.407          | 2.004          |